# Нарок (Опольське воєводство)
Нарок (пол. Narok) — село в Польщі, у гміні Домброва Опольського повіту Опольського воєводства.
Населення — 765 осіб (2011).

## Демографія
Демографічна структура станом на 31 березня 2011 року:
|          | Загалом | Допрацездатний вік | Працездатний вік | Постпрацездатний вік |
| -------- | ------- | ------------------ | ---------------- | -------------------- |
| Чоловіки | 359     | 71                 | 264              | 24                   |
| Жінки    | 406     | 64                 | 261              | 81                   |
| Разом    | 765     | 135                | 525              | 105                  |